# Auguste Verbrugghen
Auguste Louis Verbrugghen (Sint-Lievens-Houtem, 21 februari 1829 - 23 oktober 1901) was een Belgisch senator en burgemeester.

## Levensloop
Verbrugghen was een zoon van Charles Verbrugghen, burgemeester van Sint-Lievens-Houtem, en van Eugenie Van de Velde. Hij trouwde met Maria Vansteenkiste (1837-1864).
Hij behaalde het diploma van doctor in de rechten. Hij was gemeentesecretaris van Sint-Lievens-Houtem (1849-1855) en vanaf 1855 notaris.
Hij werd gemeenteraadslid van Sint-Lievens-Houtem in 1855, na de dood van zijn vader, en vanaf 1857 was hij burgemeester en bekleedde dit ambt tot aan zijn dood. 
Van mei 1900 tot oktober 1901 was hij liberaal senator voor het arrondissement Aalst-Oudenaarde.